# Ferrera di Varese
Ferrera di Varese es una localidad y comune italiana de la provincia de Varese, región de Lombardía, con 692 habitantes.

## Evolución demográfica
| Gráfica de evolución demográfica de Ferrera di Varese entre 1861 y 2001 |
|                                                                         |
| Fuente ISTAT - elaboración gráfica de Wikipedia                         |